# حسن جعفر زهي
حسن جعفر زهي (بالفارسية: حسن جعفر زهی) هي قرية تقع في الناحية المركزية في إيران. يقدر عدد سكانها بـ 222 نسمة .